# Docofossor brachydactylus
Il docofossor (Docofossor brachydactylus) è un mammaliaforme estinto appartenente ai docodonti. Visse nel Giurassico superiore (Oxfordiano, circa 161 - 156 milioni di anni fa) e i suoi resti fossili sono stati ritrovati in Cina.

## Descrizione
Questo animale doveva assomigliare in modo sorprendente alle odierne talpe dorate (famiglia Chrysochloridae). Era lungo circa nove centimetri esclusa la coda, e doveva pesare tra i 9 e i 16 grammi. Possedeva dita a forma di vanga, adatte a scavare, molari superiori corti e ampi e una postura dalle zampe laterali. Le zampe anteriori erano massicce, ed erano caratterizzate da un omero robusto lungo solo 23 millimetri e da un olecrano massiccio; le zampe posteriori avevano una parafibula estesa che forzava l'articolazione del ginocchio in una posizione piegata. Il muso di Docofossor era smussato e leggermente più lungo della mandibola. La dentatura di Docofossor era caratterizzata da due tratti unici (autapomorfie): i molari superiori erano dotati di una piattaforma prestilare scanalata nella parte anteriore, mentre il quarto molare aveva una sola radice.
Docofossor possedeva solo due falangi in ognuna delle sue cinque dita per arto, anziché le tipiche (e ancestrali) tre falangi in ogni dito tranne il "pollice". Ciò significa che questo animale possedeva dita corte e tozze; inoltre, la sezione che portava gli artigli era ingrandita, mentre la falange superiore era accorciata. Le vertebre e le costole di Docofossor erano anch'esse modificate, ed erano particolarmente robuste.

## Classificazione
Docofossor venne descritto per la prima volta nel 2015, sulla base di resti fossili ben conservati provenienti dalla formazione Tiaojishan nella zona di Nanshimen (provincia di Hebei, Cina). Docofossor è un membro specializzato dei docodonti, un gruppo di mammaliaformi del Mesozoico caratterizzati da denti posteriori con cuspidi disposte su due file, e da una notevole diversità morfologica e adattativa. Docofossor, in particolare, è considerato un membro della famiglia Docodontidae, assieme a Docodon e Haldanodon.

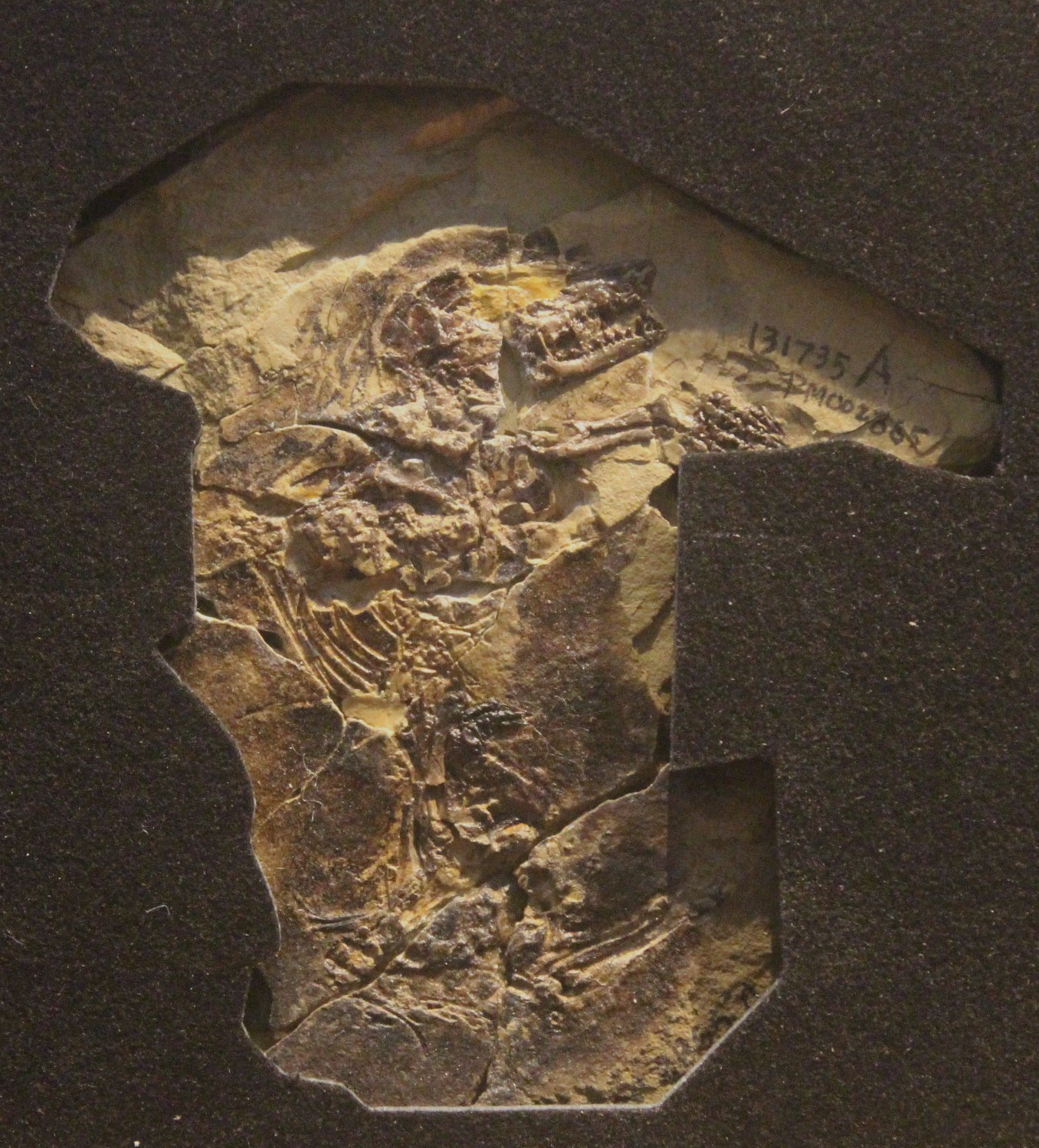
Fossile di Docofossor brachydactylus

### Significato dei fossili
Molte caratteristiche dello scheletro di Docofossor si riscontrano nelle attuali talpe dorate africane, ad esempio per quanto riguarda le modifiche delle dita. Ciò porta a un notevole vantaggio evolutivo per questi animali scavatori; questa caratteristica è dovuta alla fusione delle falangi superiore e media durante lo sviluppo dell'embrione, un processo influenzato dai geni BPM e GDF-5. A causa di molte caratteristiche anatomiche simili, i ricercatori hanno ipotizzato che questo meccanismo genetico possa aver giocato un ruolo comparabile all'inizio della storia evolutiva dei mammaliaformi, come nel caso di Docofossor. Lo stesso discorso riguarda le modifiche vertebrali, che nei mammiferi sono regolate dai geni Hox 9-10 e Myf 5-6. Il fatto che un antico mammaliaforme quale Docofossor avesse un simile pattern di sviluppo è la prova che questi geni potrebbero aver funzionato in un modo simile molto prima dell'evoluzione dei mammiferi moderni.

## Paleoecologia
Le caratteristiche dello scheletro di Docofossor indicano che questo docodonte era un animale fossorio, che probabilmente viveva in tane sotterranee scavate da lui stesso; le dita a vanga sono tipiche di un animale scavatore, così come i denti larghi e corti sono tipici di un animale che si nutre sottoterra e la postura "a zampe larghe" è indicativa di un movimento sotterraneo. Altri docodonti con specializzazioni diverse includono Agilodocodon, arboricolo, e Castorocauda, acquatico e probabile predatore di pesci.